# De Waag en de kraan aan het Spaarne te Haarlem
De Waag en de kraan aan het Spaarne te Haarlem is een schilderij van de Noord-Nederlandse schilder Gerrit Berckheyde in het Frans Hals Museum in Haarlem.

## Voorstelling
Het stelt het Spaarne in Haarlem voor ter hoogte van de Damstraat. Op de hoek is de Waag te zien, die tussen 1594 en 1599 werd gebouwd onder leiding van architect Lieven de Key. In de waag werden vroeger onder toezicht van het stadsbestuur goederen gewogen, die een eerlijke handel moesten bevorderen. Op de achtergrond rechts is de Gravestenenbrug te zien. Achter de huizen links is nog net de toren van de Bakenesserkerk met zijn witte torenspits zichtbaar.

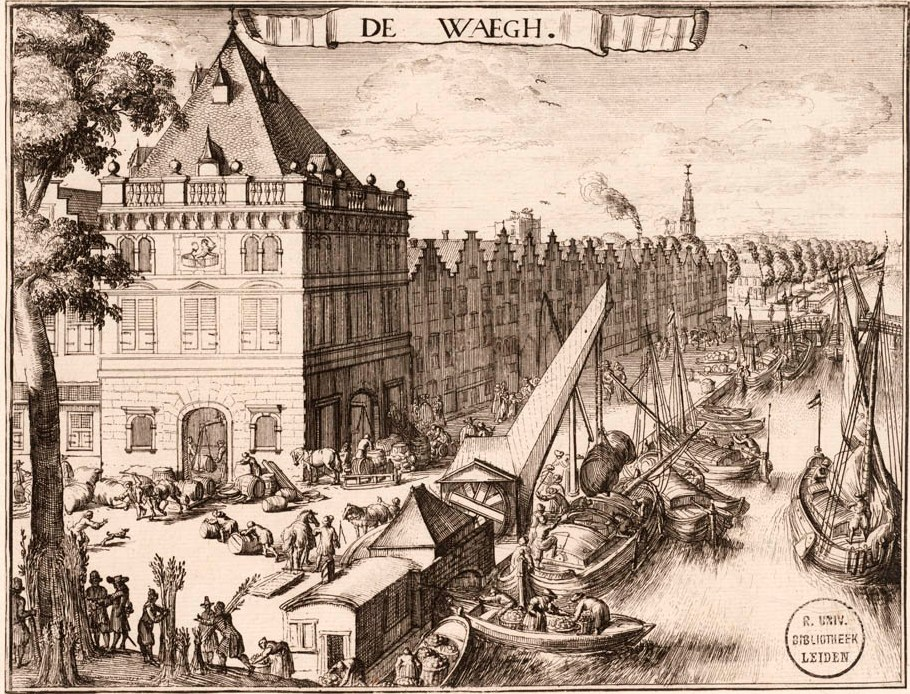
Romeyn de Hooghe. De Waag te Haarlem. 1690. Leiden, Universiteitsbibliotheek Leiden.

Op de wal direct voor de Waag staat de Haarlemse kraan, een tred- en draaikraan, die gebruikt werd om goederen uit te kunnen laden van het Spaarne. In het Spaarne liggen enkele beurtschepen afgemeerd.

## Toeschrijving en datering
Het schilderij is linksonder op de muur van de kade gesigneerd ‘g Berck Heyde’. Het ontstond waarschijnlijk na 1660 toen Berckheyde zich na een reis door Duitsland voorgoed in zijn geboortestad Haarlem vestigde.

## Herkomst
Het werd wordt voor het eerst gesignaleerd op de boedelveiling van de Adriaan La Coste (1745-1821), die op 10 juli 1832 plaatsvond in Dordrecht. La Coste was een van oorsprong Amsterdamse koopman, die zich in 1777 in Dordrecht vestigde. Tegen het jaar 1850 was het in het bezit van Johannes Rombouts (1772-1850) in Dordrecht, die zijn kunstverzameling naliet aan zijn neef Leendert Dupper (1799-1870). Dupper breidde deze verzameling vervolgens uit en liet deze in 1870 per legaat na aan het Rijksmuseum, waaronder ook De Waag en de kraan aan het Spaarne te Haarlem (inventarisnummer SK-A-35). Het werk werd in 2003 in blijvend bruikleen afgestaan aan het Frans Hals Museum in Haarlem.